# ۱۴۲ (میلادی)
۱۴۲ (میلادی) صد و چهل‌و دومین سال تقویم میلادی است.

## درگذشتگان
‎